# Kleinburgwedel
Kleinburgwedel (niederdeutsch Littjen Borwee) ist ein Dorf und eine nordöstlich liegende Ortschaft der Stadt Burgwedel in der niedersächsischen Region Hannover.

## Geschichte
Im Mittelalter bildete Kleinburgwedel zusammen mit Großburgwedel, Oldhorst, Neuwarmbüchen und Fuhrberg das Kirchspiel Burgwedel. Ungeachtet der vielen Kriegskosten fand Herzog Wilhelm Mittel, um Güter anzukaufen. Am 6. Januar 1361 erwarben er und Herzog Ludwig von Aschwin von Alten viele Höfe und Koten zu Kleinburgwedel, Thönse, Wettmar, Engensen, Schillerslage, Burgdorf, Sorgensen, Weferlingsen und Aligse mit allem Zubehör, ausgenommen diejenigen Stücke, welche Aschwin von Alten verlehnt hatte und sich beim Verkaufe vorbehielt. Nur die Güter zu Kleinburgwedel hatte Aschwin von dem Herzoge Wilhelm zu Lehn besessen; von den übrigen gelobte er ihm und dem Herzoge Ludwig das Lehn zugutezuhalten.
Die Kirchenbücher sind ab 1661 erhalten. Sie lassen ein durchschnittliches Bevölkerungswachstum von 1,5 % erkennen, das erst um 1830 leicht zurückging.
Durch seine Lage am Südrand der Lüneburger Heide werden in Kleinburgwedel bis heute Bienen gehalten. Zwischen 1589 und 1900 wurden regelmäßig zwischen 70 und etwa 150 Standvölker in Strohkörben aufgestellt. Seit Mitte des 20. Jahrhunderts ist die Zahl der Bienenvölker starken Schwankungen unterworfen.
Am 28. August 1808 ereignete sich in Kleinburgwedel eine große Brandkatastrophe. In einer einzigen Nacht brannten elf Wohnhäuser und 16 Nebengebäude ab.
Der Zweite Weltkrieg zog Kleinburgwedel zunächst nicht in Mitleidenschaft. In Bahnhofsnähe wurde bei Kriegsbeginn eine Flakscheinwerferstellung eingerichtet. In unmittelbarer Nähe befand sich ein kleines Barackenlager für sowjetische Kriegsgefangene. Das eigentliche Kriegsgeschehen erreichte das Dorf, als englische Bomberverbände im Oktober 1943 Großangriffe auf Hannover flogen. Am 9. Oktober stürzte eine britische Halifax nach Flaktreffern westlich von Kleinburgwedel in die Wiesen. Am 18. Oktober warf ein größerer Bomberverband wegen schlechter Sicht Brandbomben auf das Dorf, die eigentlich für Hannover bestimmt waren. Dabei brannten 40 Gebäude ab; eine große Zahl weiterer wurde erheblich beschädigt.

### Eingemeindungen
Im Zuge der Gebietsreform in Niedersachsen, die am 1. März 1974 stattfand, verlor die Gemeinde Kleinburgwedel ihre politische Selbständigkeit und wurde eine Ortschaft der Gemeinde Burgwedel.

### Einwohnerentwicklung
| Jahr      | 1885  | 1910  | 1925  | 1933  | 1939  | 1950  | 1956  | 1961  | 1970  | 1973  | 2007  | 2020  |
| --------- | ----- | ----- | ----- | ----- | ----- | ----- | ----- | ----- | ----- | ----- | ----- | ----- |
| Einwohner | 415   | 468   | 464   | 517   | 608   | 1252  | 1162  | 1361  | 1627  | 1749  | 2594  | 2414  |
| Quelle    | [ 5 ] | [ 6 ] | [ 5 ] | [ 5 ] | [ 5 ] | [ 7 ] | [ 7 ] | [ 8 ] | [ 8 ] | [ 9 ] | [ 1 ] | [ 1 ] |

|  |

## Politik

### Ortsrat
Der Ortsrat von Kleinburgwedel setzt sich aus fünf Ratsmitgliedern (zwei Ratsfrauen und drei Ratsherren) folgender Parteien zusammen:
- CDU: 3 Sitze
- SPD: 1 Sitz
- Grüne: 1 Sitz

(Stand: Kommunalwahl 11. September 2016)

### Ortsbürgermeister
Der Ortsbürgermeister ist Lars Wöhler (CDU). Seine Stellvertreterin ist Bianca Fitzthum (Grüne).

### Wappen
Der Entwurf des Kommunalwappens von Kleinburgwedel stammt von dem Heraldiker und Wappenmaler Gustav Völker, der zahlreiche Wappen in der Region Hannover erschaffen hat. Die Genehmigung des Wappens wurde durch den Regierungspräsidenten in Lüneburg am 9. Dezember 1959 erteilt.
| Wappen von Kleinburgwedel | Blasonierung: „In Silber vor einer hohen, fünfzinnigen, roten Wand eine stilisierte, silberne Eiche, wachsend aus dem mittleren von fünf Steinen. Im grünen Schildfuß eine liegende, silberne Wolfsangel.“ |
| Wappen von Kleinburgwedel | Wappenbegründung: Die rote Mauer erinnert daran, dass in Kleinburgwedel früher eine Burg vorhanden war, die 1521 in der Hildesheimer Stiftsfehde zerstört wurde. Die Reste des Burgwalles mit dreizehn großen Findlingen und starken Eichen sind bis 1870 erhalten geblieben. Deshalb wurden die Steine und der Eichbaum in das Wappen aufgenommen. Die Wolfsangel symbolisiert die Zugehörigkeit zum Landkreis Burgdorf, der ebenfalls dieses Zeichen in seinem Wappen führt. |

## Kultur und Sehenswürdigkeiten

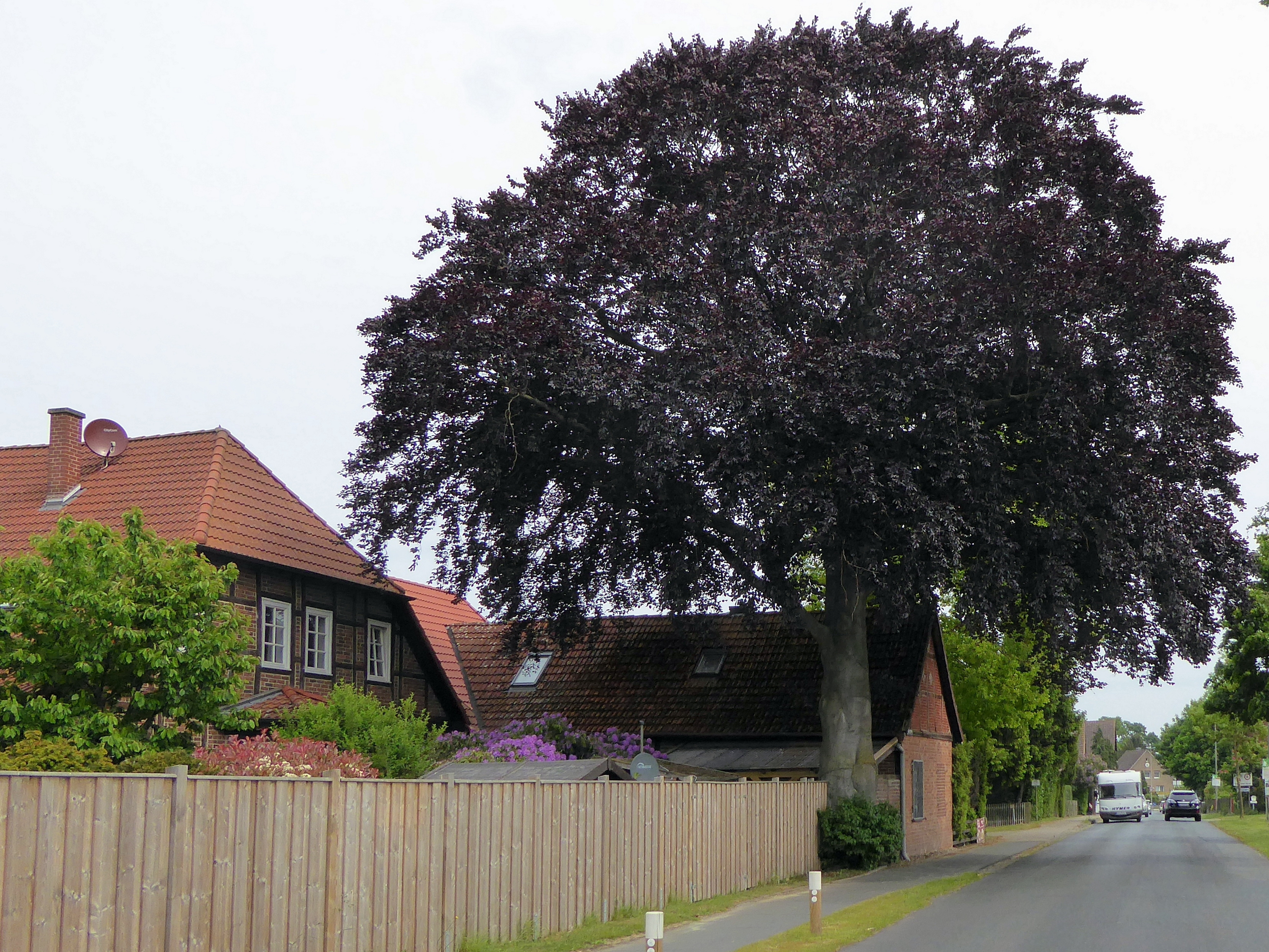
Die 120-jährige Blutbuche

### Naturdenkmale
- Eine Blutbuche (120-jährig)

### Grünflächen und Naherholung

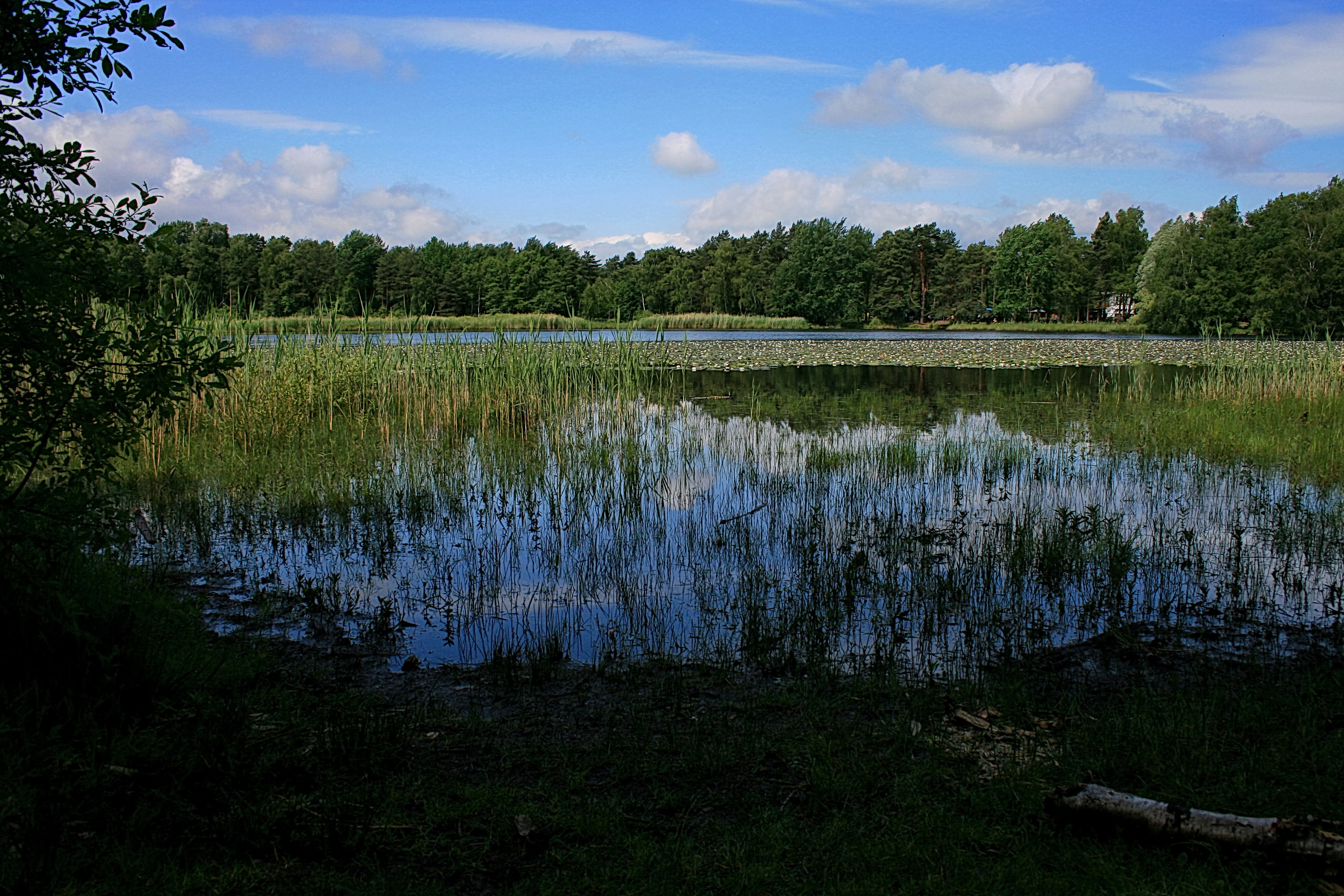
Würmsee 2007

- In der Gemarkung liegt der fortschreitend verlandende und 2014 weitgehend trockengefallene Würmsee.[12] Eine größere Fläche war Anfang 2016 wieder mit Wasser bedeckt.[13] Er ist vermutlich im 19. Jahrhundert aus einem Torfstich entstanden und erreichte eine Fläche in der Größenordnung von 10 ha. Schon im Kaiserreich nutzten ihn die Hannoveraner als Ausflugsziel. An seinem Ufer errichteten Städter einige Wochenendhütten, die nach 1945 für die Unterbringung von Flüchtlingen genutzt und zu einer größeren Siedlung erweitert wurden. Der Bootsverleih wurde vor einigen Jahren eingestellt.
- Zu den botanischen Besonderheiten des 171 ha großen Naturschutzgebiets Trunnenmoor zählen Gagel, Lungenenzian und Torfmoos-Knabenkraut, das aber in letzter Zeit verschwunden ist. Zahlreiche flache Teiche sind aus bäuerlichen Torfstichen entstanden. In der lokalen Fauna sind 26 Libellenarten bekannt, von denen mehrere auf der Roten Liste Niedersachsens stehen.

### Vereine

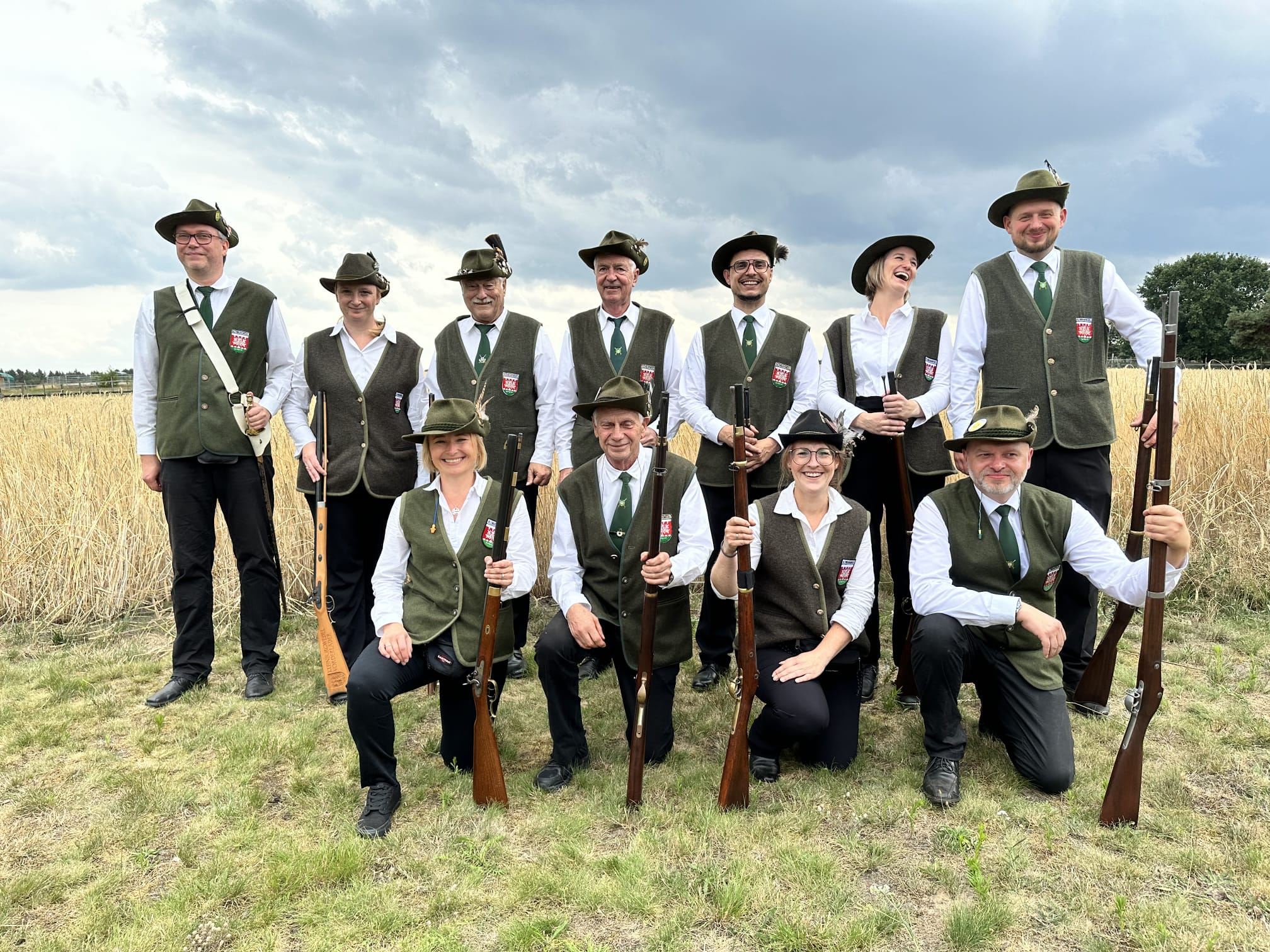
Vorderlader

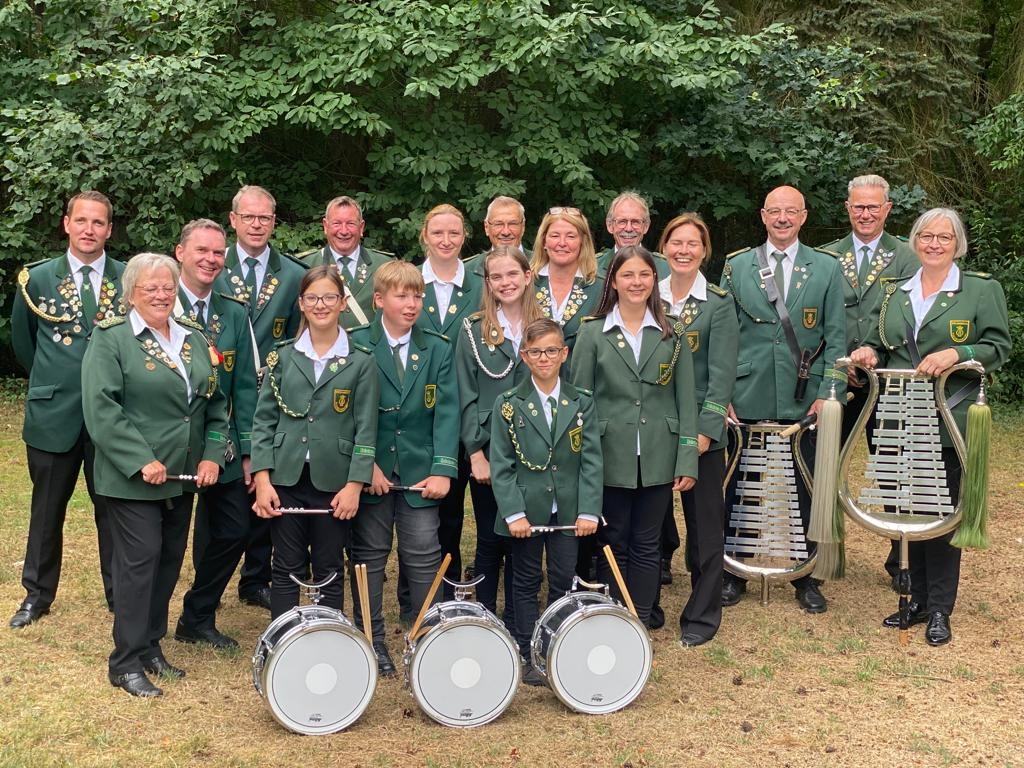
Spielmannszug

Der Schützenverein Kleinburgwedel mit seiner mehr als hundertjährigen Geschichte gehört zu den aktivsten Vereinen in Kleinburgwedel. Mit seinem vielfältigen Angebot, dem Gemeinschaftssinn und der Leidenschaft für den Schießsport, dem Spielmannszug und der Vorderlader-Abteilung, ist er ein bedeutender Teil des kulturellen Lebens und des Sports. Der Spielmannszug sorgt nicht nur bei den Veranstaltungen des Schützenvereins für eine mitreißende Atmosphäre, sondern tritt auch bei Festumzügen und anderen öffentlichen Auftritten auf. Die Mitglieder des Spielmannszugs sind stolz darauf, die Tradition der Marschmusik aufrechtzuerhalten und das Vereinsleben um eine kulturelle Komponente zu bereichern. Dank der Vorderlader-Abteilung können die Mitglieder die Kunst des historischen Schießens erleben und sich in dieser besonderen Disziplin beweisen. Dieser Teil des Vereinsprogramms bietet eine willkommene Abwechslung zum modernen Schießsport und begeistert insbesondere Liebhaber historischer Waffen. Neben dem sportlichen Engagement nimmt der Schützenverein auch an verschiedenen Festen und Veranstaltungen in der Gemeinde teil. So etwa beim Schützenfest, das jährlich an Pfingsten stattfindet.

## Wirtschaft und Infrastruktur

### Öffentliche Einrichtungen
In Kleinburgwedel befinden sich eine Kindertagesstätte und eine Grundschule, in der auch eine Kinderbücherei integriert ist. Ihr gegenüber steht das Haus der Kirche der St.-Petri-Gemeinde in einem landschaftsüblichen Fachhallenhaus („Niedersachsenhaus“) mit prägnant beigestelltem Glockenturm aus Holz.
Die Freiwillige Feuerwehr Kleinburgwedel sorgt für den Brandschutz und die allgemeine Hilfe insbesondere auf örtlicher Ebene.

### Verkehr
Kleinburgwedel wird durch Buslinien der RegioBus Hannover innerhalb des Nahverkehrs der Region Hannover erschlossen. Der Ort befindet sich innerhalb des Tarifgebietes des Großraum-Verkehrs Hannover GVH. In Kleinburgwedel haltende Regionalbusse fahren bis Großburgwedel, Engensen und Fuhrberg. (Stand: Dezember 2015) Der Haltepunkt Großburgwedel an der durch Kleinburgwedel führenden Bahnstrecke Hannover–Celle ist etwa ein bis zwei Kilometer entfernt, die Anschlussstelle Großburgwedel der Bundesautobahn 7 etwa fünf bis sechs Kilometer.

## Persönlichkeiten
Personen, die mit dem Ort in Verbindung stehen
- Albrecht Daniel Thaer (1752–1828), Polywissenschaftler, er gilt als Begründer der Agrarwissenschaften, nach ihm wurde eine Straße in Kleinburgwedel benannt
- Kurt Griemsmann (* im 20. Jahrhundert), Heimatforscher, Autor sowie Gründer und Leiter der Volkshochschule in Großburgwedel, er verfasste umfangreiche Chroniken mit zahlreichen Illustrationen vor allem mit historischem Bildmaterial u. a. zu dem Ort Kleinburgwedel
- Berthold Schneider (* 1932), Biometriker und emeritierter Hochschullehrer, er gilt als einer der Pioniere der Biometrie, von Juni bis August 2000 unternahm er eine Pilgerreise von Kleinburgwedel nach Santiago de Compostela, über die er ein Tagebuch veröffentlichte
- Dieter Schatzschneider (* 1958), ehemaliger Fußballspieler und -trainer, der Stürmer absolvierte für Hannover 96 und den SC Fortuna Köln 201 Spiele in der 2. Bundesliga und ist mit 154 Toren ihr Rekordtorschütze, wohnt in Kleinburgwedel